# Nemzeti Bajnokság I 1920-21
La Nemzeti Bajnokság I 1920-21 fue la 18.ª edición del Campeonato de Fútbol de Hungría. El campeón fue el MTK Budapest, que conquistó su octavo título de liga. El goleador fue György Orth, del MTK. Se otorgaron dos puntos por victoria, uno por empate y ninguno por derrota.

## Tabla de posiciones
|    | Equipo             | PJ | PG | PE | PP | GF | GC | DG  | Pts | Notas      |
| -- | ------------------ | -- | -- | -- | -- | -- | -- | --- | --- | ---------- |
| 1  | MTK                | 24 | 21 | 2  | 1  | 82 | 9  | +73 | 44  | Campeón    |
| 2  | Újpesti TE         | 24 | 14 | 8  | 2  | 39 | 14 | +25 | 36  |            |
| 3  | Ferencvárosi TC    | 24 | 14 | 2  | 8  | 48 | 23 | +25 | 30  |            |
| 4  | III. Kerületi TVE  | 24 | 8  | 8  | 8  | 25 | 34 | -9  | 24  |            |
| 5  | Törekvés SE        | 24 | 8  | 7  | 9  | 23 | 36 | +13 | 23  |            |
| 6  | VII. Kerületi SC   | 24 | 8  | 6  | 10 | 22 | 33 | -11 | 22  |            |
| 7  | Budapest Honvéd FC | 24 | 5  | 11 | 8  | 24 | 28 | -4  | 21  |            |
| 8  | Budapesti TC       | 24 | 7  | 7  | 10 | 22 | 35 | -13 | 21  |            |
| 9  | Terézvárosi TC     | 24 | 6  | 8  | 10 | 21 | 37 | -16 | 20  |            |
| 10 | Magyar AC          | 24 | 7  | 5  | 12 | 25 | 36 | -11 | 19  |            |
| 11 | Vasas SC           | 24 | 5  | 8  | 11 | 20 | 30 | -10 | 18  |            |
| 12 | Budapesti AK       | 24 | 6  | 6  | 12 | 17 | 34 | -17 | 18  | Descendido |
| 13 | 33 FC              | 24 | 3  | 10 | 11 | 17 | 36 | -19 | 16  | Descendido |

PJ = Partidos jugados; PG = Partidos ganados; PE = Partidos empatados; PP = Partidos perdidos; GF = Goles a favor; GC = Goles en contra; DG = Diferencia de gol; Pts = Puntos